# 姉小路信綱
姉小路 信綱（あねこうじ のぶつな）は、戦国時代から安土桃山時代にかけての武士・公家。

## 略歴
姉小路頼綱（自綱）の長男として誕生。
信綱の「信」の字は、織田信長からの偏諱を受けたものだとされる。
天正4年（1576年）、公家の式掌で元服式が執り行われた。頼綱は信綱の任官を京に働きかけている。
天正7年（1579年）、父が居城を桜洞城から松倉城へ移した後に、桜洞城主となった。
天正11年（1583年）、叔父である三木顕綱と共に、謀反の疑いをかけられ誅殺された。

## 人物・逸話
- 姉小路家を頼綱から継ぎ、宣綱の名に改めたと考えられており、旧古川氏の勢力圏に配されていた。
- 18歳で亡くなっているという記載がある。